# 劇場版 物怪 唐傘
《劇場版 物怪 唐傘》，是2024年7月26日上映的日本動畫電影，改編自富士電視台「noitaminA」時段的電視動畫《物怪》，由中村健治執導，山本幸治和中村健治編劇。電影亦於2024年11月28日在Netflix全球獨家播出。
電影將以全三章推出，續作《劇場版 物怪 第二章 火鼠》預定於2025年3月14日上映。

## 登場角色
賣藥郎（聲優：神谷浩史）
朝（聲優：黑澤朋世）
龜（聲優：悠木碧）
北川（聲優：花澤香菜）
歌山（聲優：小山茉美）
大友牡丹（聲優：戶松遙）
時田蕗（聲優：日笠陽子）
淡島（聲優：甲斐田裕子）
麥谷（聲優：尤加奈）
三郎丸（聲優：梶裕貴）
平基（聲優：福山潤）
坂下（聲優：細見大輔）
天子（聲優：入野自由）
溝呂木北斗（聲優：津田健次郎）

## 製作
2022年6月，宣布《物怪》將於2023年推出完全新作劇場版，中村健治回歸執導，EOTA負責動畫製作。2023年2月，EOTA宣布櫻井孝宏不會回歸為主角「賣藥郎」配音，並宣布電影將延後上映。2023年8月，宣布賣藥郎改由神谷浩史配音，上映日期延期至2024年夏季。2024年3月，公布追加配音名單，劇場版正式定名為《劇場版 物怪 唐傘》。2024年4月，公布主題曲情報以及第二波追加配音名單。

### 製作人員
- 導演：中村健治
- 角色設定：永田狐子
- 動畫角色設計、總作畫監督：高橋裕一
- 美術設定：上遠野洋一
- 美術監督：倉本章、齋藤陽子
- 色彩設計：辻󠄀田邦夫
- 視覺總監：泉津井陽一
- 3D監督：白井賢一
- 編輯：西山茂
- 音響監督：長崎行男
- 音樂：岩崎琢
- 製作人：佐藤公章、須藤雄樹
- 企劃製作人：山本幸治
- 發行商：TWIN ENGINE、Giggly Box
- 製作：TWIN ENGINE、EOTA

## 發行
《劇場版 物怪 唐傘》最初定於2023年上映，後來延期至2024年7月26日上映。同月，電影也在蒙特婁國際奇幻影展上映，並獲得最佳動畫長片。2024年9月，Netflix獲得了該片的全球發行權，並於2024年11月28日上線。

## 續作
2024年7月，宣布劇場版將以全三章推出，續作《劇場版 物怪 第二章 火鼠》預定於2025年3月14日上映。

## 外部連結
- 官方網站（日語）
- 在Netflix上觀看《劇場版 物怪 唐傘》